# O2 universum

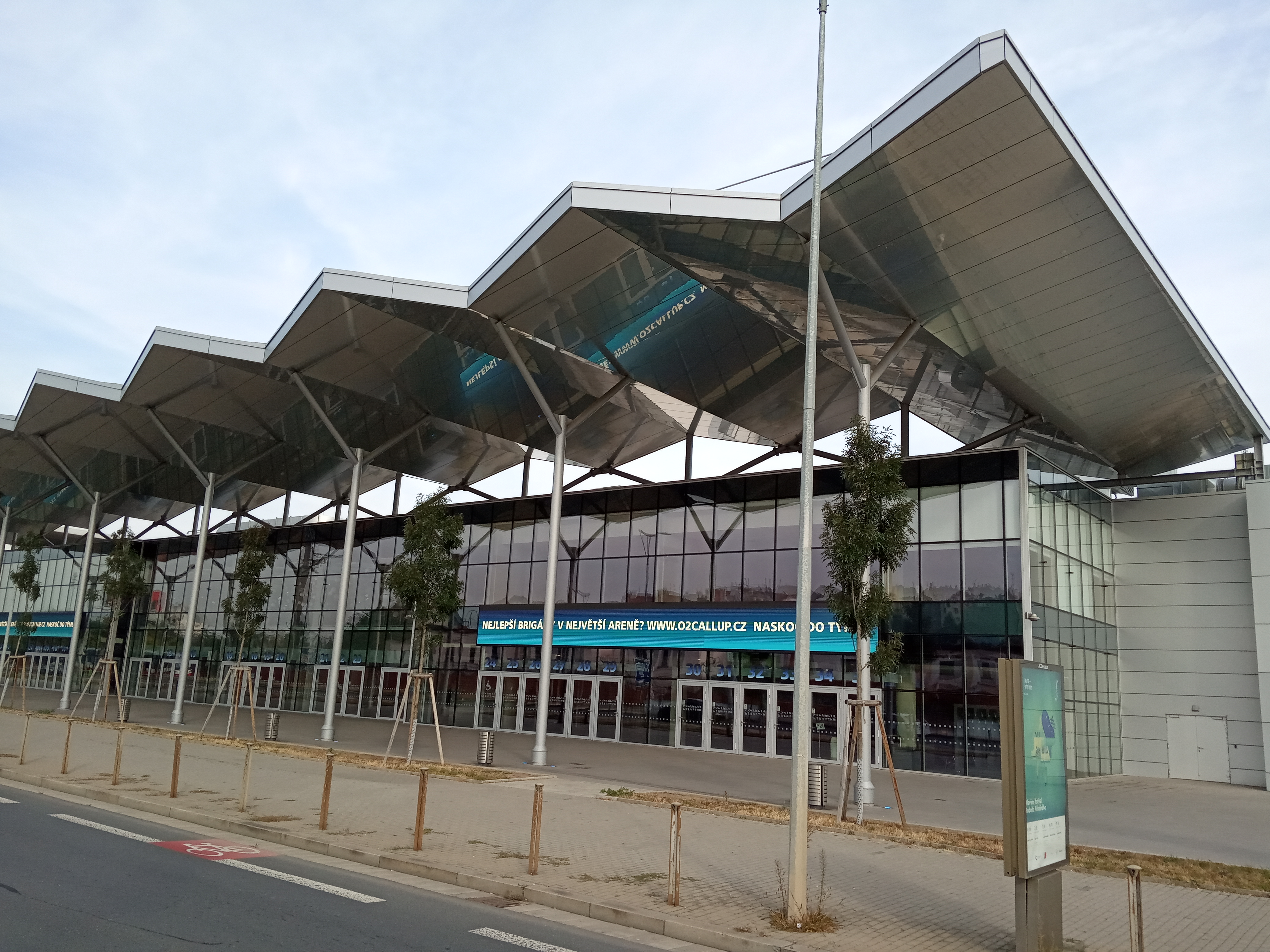
O₂ universum - průčelí

O₂ universum je multifunkční kongresové centrum v pražské Libni stojící u víceúčelové haly O₂ arena podél ulice Českomoravská. Rozkládá se na čtyřech podlažích, disponuje 21 sály s celkovou kapacitou deset tisíc návštěvníků. Celková plocha je přibližně 50 000 m². Největší sál pro 5000 lidí slouží pro konání koncertů či sportovních událostí.
Centrum bylo dostavěno v roce 2019 podle projektu architektonického studia ATIP, stálo 1,4 miliardy korun. Provozovatelem je stejně jako u O₂ areny firma Bestsport ze skupiny PPF.

## Historie

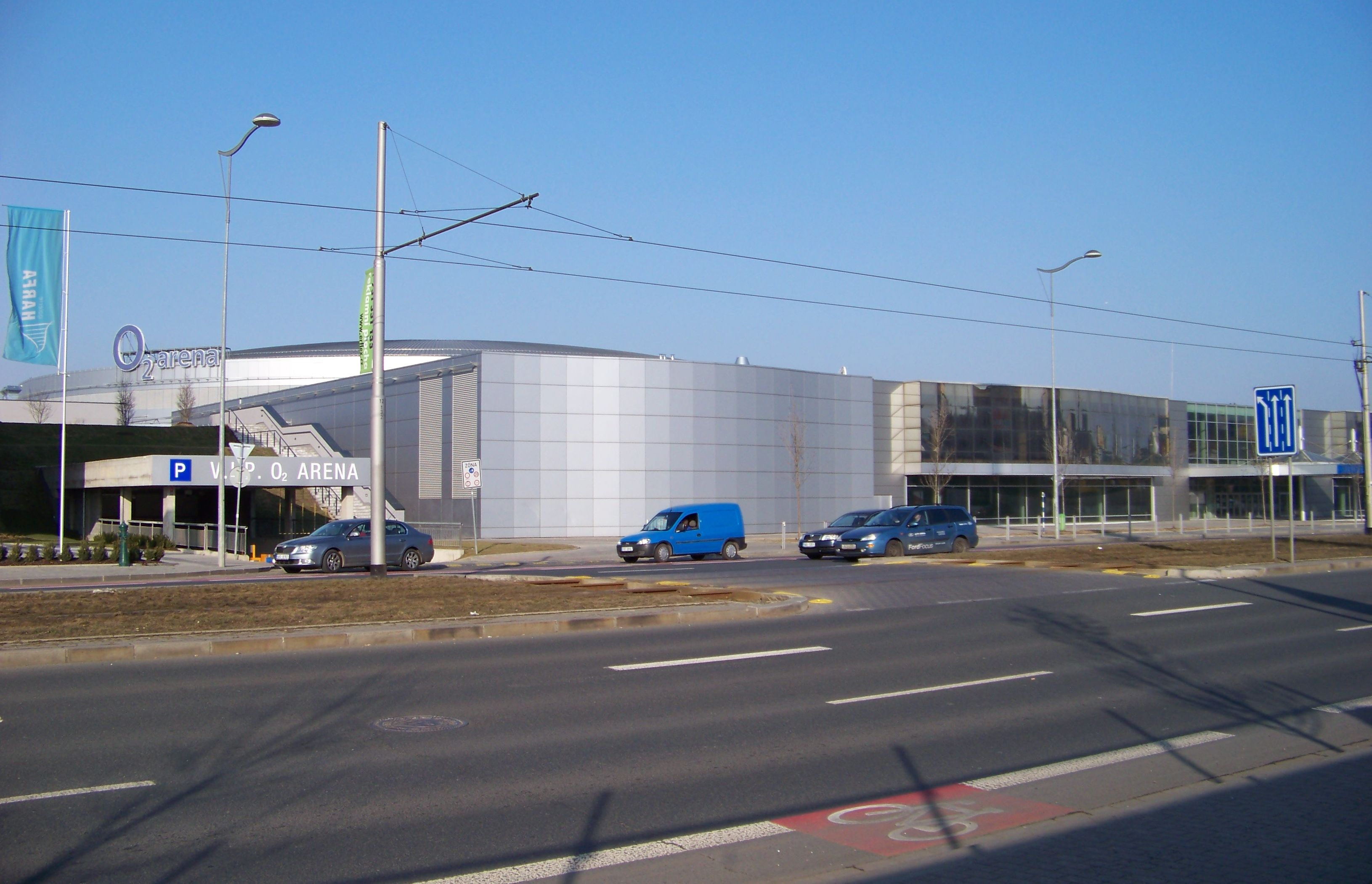
Budova v roce 2011

Od roku 2000 byla na místě O₂ universum zamýšlená při plánování O₂ areny tréninková hala s ledovou plochou a prostory pro sportovce. Tento projekt nikdy nebyl dokončen a na jeho základech začala v roce 2016 výstavba multifunkčního centra O₂ universum, k jehož otevření došlo v září 2019. První zde konanou událostí byl 26. září 2019 koncert skupiny Kabát.
Během MS v hokeji 2024 byla využívána jako tréninková hala.